# Diane von Fürstenberg
Diane Simone Michelle von Fürstenberg, född Halfin den 31 december 1946 i Bryssel, är en känd belgisk-amerikansk modedesigner som framförallt är verksam i New York.